# Neorhipidius neoxenus
Neorhipidius neoxenus is een keversoort uit de familie waaierkevers (Rhipiphoridae). De wetenschappelijke naam van de soort is voor het eerst geldig gepubliceerd in 1955 door Riek.